# Уэйн (округ, Кентукки)
Уэйн (англ. Wayne County) — округ в штате Кентукки, США. Официально образован в 1800 году. По состоянию на 2010 год, численность населения составляла 20 813 человека.

## География
По данным Бюро переписи США, общая площадь округа равняется 1254,079 км2, из которых 1189,847 км2 суша и 64,232 км2 или 5,120 % это водоёмы.

## Население
По данным переписи населения 2000 года в округе проживает 19 923 жителей в составе 7 913 домашних хозяйств и 5 808 семей. Плотность населения составляет 17,00 человек на км2. На территории округа насчитывается 9 789 жилых строений, при плотности застройки около 8,1-ти строений на км2. Расовый состав населения: белые — 96,98 %, афроамериканцы — 1,49 %, коренные американцы (индейцы) — 0,18 %, азиаты — 0,11 %, гавайцы — 0,00 %, представители других рас — 0,47 %, представители двух или более рас — 0,78 %. Испаноязычные составляли 1,46 % населения независимо от расы.
В составе 33,40 % из общего числа домашних хозяйств проживают дети в возрасте до 18 лет, 58,90 % домашних хозяйств представляют собой супружеские пары проживающие вместе, 10,60 % домашних хозяйств представляют собой одиноких женщин без супруга, 26,60 % домашних хозяйств не имеют отношения к семьям, 23,90 % домашних хозяйств состоят из одного человека, 10,40 % домашних хозяйств состоят из престарелых (65 лет и старше), проживающих в одиночестве. Средний размер домашнего хозяйства составляет 2,49 человека, и средний размер семьи 2,94 человека.
Возрастной состав округа: 25,30 % моложе 18 лет, 8,90 % от 18 до 24, 28,10 % от 25 до 44, 24,00 % от 45 до 64 и 24,00 % от 65 и старше. Средний возраст жителя округа 37 лет. На каждые 100 женщин приходится 97,80 мужчин. На каждые 100 женщин старше 18 лет приходится 94,90 мужчин.
Средний доход на домохозяйство в округе составлял 20 863 USD, на семью — 24 869 USD. Среднестатистический заработок мужчины был 24 021 USD против 18 102 USD для женщины. Доход на душу населения составлял 12 601 USD. Около 24,60 % семей и 29,40 % общего населения находились ниже черты бедности, в том числе — 34,90 % молодёжи (тех, кому ещё не исполнилось 18 лет) и 31,50 % тех, кому было уже больше 65 лет.